# Ципріан Годебський (письменник)
Ципріан Годебський (пол. Cyprian Godebski, 1765 — 19 квітня 1809) — польський поет, перекладач, публіцист, військовий діяч.

## Біографія
Народився в Луцькому повіті в родині незаможного шляхтича Людвіка Годебського і Агати з Бонковських. Навчався у школі піарів у Дубровиці. Був одружений з Теклею з Бжежецьких. Господарював в успадкованих від батька маєтках. Засуджений до вислання на Сибір за політичну діяльність під час повстання під проводом Костюшка. Втік до Галичини, а пізніше виїхав до Італії. Вступив до Легіонів. Був ад'ютантом генерала Франциска Римкевича. Проводив просвітницьку роботу серед солдатів, видавав 1799 року газету «Dekada Legionowa». Після поразки Легіонів, вступив до Наддунайського легіону. 1802 року повернувся на батьківщину. Дебютував із віршами у газеті Nowy Pamiętnik Warszawski. Спільно з Франциском Коссецьким протягом 1804—1806 видавав щомісячник «Zabawy Przyjemne i Pożyteczne». Через скрутне фінансове становище родини виїхав до Риджева, де став приватним вчителем двох доньок родини Єжевських. У цей час написав найкращий на думку літераторів свій твір — Wiersz do legiów polskich (1805). Після укладення Тільзитського миру призначений комендантом Каліша. Нагороджений орденом Virtuti Militari. Пізніше призначений комендантом Модлинської фортеці. Загинув 19 квітня 1809 року в битві під Рашином. Похований на Повонзківському цвинтарі у Варшаві. Онук поета, також Ципріан Годебський (1835—1909) був скульптором.